# Carabodes subalpinus
Carabodes subalpinus är en kvalsterart som beskrevs av Thor 1937. Carabodes subalpinus ingår i släktet Carabodes och familjen Carabodidae. Inga underarter finns listade.